# GMK (vidéaste)
Pour les articles homonymes, voir GMK.
GMK, de son vrai nom Georges Maroun Kikano, né le 15 octobre 1992 à Monaco (principauté de Monaco), est un influenceur, vidéaste et collectionneur de voitures franco-libanais.

## Biographie
Georges Maroun Kikano naît le 15 octobre 1992 à Monaco.
Issu d’une famille d'origine libanaise, il fait fortune en gérant diverses activités immobilières et entrepreneuriales à Monaco.
Il fait ses débuts comme influenceur automobile en 2013 sur Skyblog puis Instagram. Sa première voiture est une Renault Mégane II achetée 6 000 euros d'occasion.
Actif sur YouTube depuis 2016, il se fait connaître avec des vidéos de son Audi RS6 avec un covering type camouflage. GMK possède une importante collection d'automobiles sportives (Mercedes, Bentley, Lamborghini, Ferrari, Audi, Porsche). Il possède également une collection de montres de luxe et quelques motos.
En septembre 2023, il est invité au GP Explorer 2 organisé par Squeezie et réalise des démonstrations sur le circuit Bugatti.

### Vie privée
Jusqu'en 2020, il est en couple avec Maddy Burciaga, une actrice de téléréalité ayant participé à l'émission Qui veut épouser mon fils ?.